# 田汝穎
田汝頴（1529年—？），字登之，山東濟南府武定州信陽縣人，軍籍，明朝政治人物。

## 生平
嘉靖三十四年（1555年）乙卯科山東鄉試第一名。嘉靖三十八年（1559年）己未科二甲進士。歷官兵部武库司郎中，隆慶元年（1567年）十一月升江西布政司右参议。萬曆元年（1573年）七月除补河南左参议，分守河北道，十月升任本省清军兼兵备副使。萬曆四年（1576年）正月，奉命隨侍郎吳道直赴延安、甘州等地巡視邊防事務，五年正月升四川布政司参政。

## 家族
曾祖田泳；祖父田山；父田渠。前母劉氏；母邊氏；繼母王氏。具庆下。